# Franz Sickinger

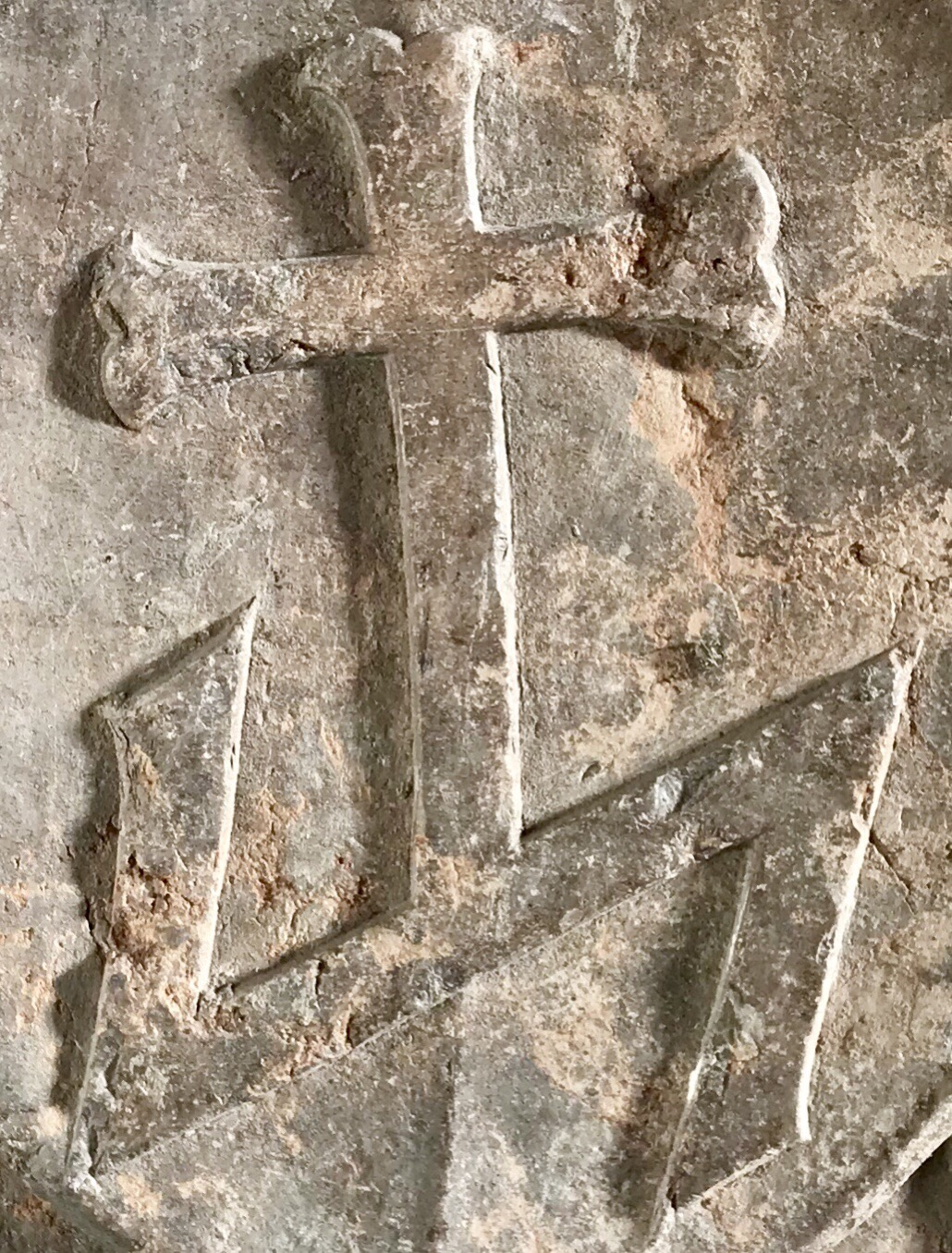
Steinmetzzeichen von Franz Sickinger

Franz Sickinger (geb. vor 1470; gest. nach 1503) war ein deutscher Steinmetz der Spätgotik, der von 1475 bis 1503 in Burghausen tätig war.

## Leben

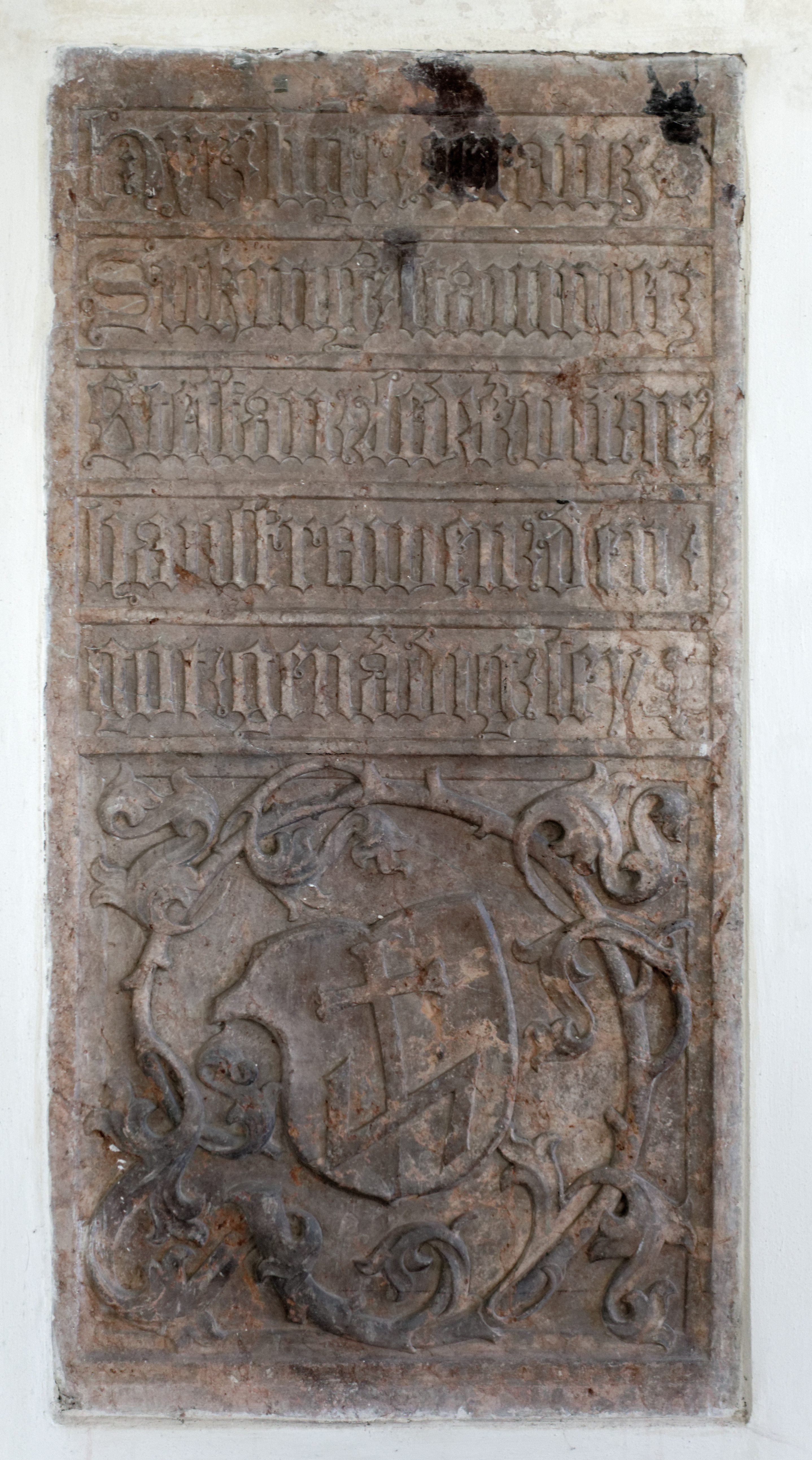
Sickingers von ihm selbst erstellter Grabstein

Über Abstammung und Herkunft von Franz Sickinger gibt es keine gesicherten Erkenntnisse. Zu vermuten ist, dass Sickinger schon um 1470 als Lehrling oder bereits als Geselle in der Werkstatt der Brüder Hans und Matthäus Haldner in München tätig war. Gegen 1475 ließ sich Sickinger als selbstständiger Meister in Burghausen nieder, wo er 1489 als Bürger nachweisbar ist. Er übernahm eine bereits bestehende Werkstatt, vermutlich vom Meister der Lehnberger Wappengrabsteine, dessen Werke sich seit Mitte des 15. Jahrhunderts im Rentamt Burghausen nachweisen lassen. Wo sich die Werkstatt in Burghausen befand, ist nicht überliefert. Vermutlich war Sickinger Mitglied der wohl 1459 gegründeten, aber mit Sicherheit erst 1478 belegten Burghauser Steinmetzenbruderschaft. Sickinger wurde früh mit bedeutenden Aufträgen betraut und wahr wohl zeitweise der angesehenste Meister seines Faches im Teilherzogtum Bayern-Landshut. Seine letzten bekannten Werke entstanden im Jahr 1503 für das Kollegiatstift Altötting. Möglicherweise kam Sickinger beim Burghauser Stadtbrand am 10. November 1504 ums Leben. Sein von ihm selbst noch zu Lebzeiten erstellter Grabstein befindet sich heute in der Turmhalle von St. Jakob in Burghausen.

## Stil
Sickingers künstlerische Handschrift ist sehr charakteristisch. Seine besonders sorgfältig ausgearbeiteten Inschriften wurden von der von den Haldnern verwendeten Schriftart abgeleitet. Besonders bei den Initialen entwickelte Sickinger eigenständige Formen. So wurden beispielsweise die Großbuchstaben A und H häufig besonders, z. B. mit Spottmasken verziert. Sich um den Plattenrand ziehende gewellte Schriftbänder mit einem Männlein als Wappenschildhalter sind besonders in seinem Spätwerk häufig anzutreffen. Charakteristisch sind auch die Zeichen und Zierelemente, die in die Schrift eingefügt wurden oder mit denen Lücken am Zeilenende gefüllt wurden. Diese Rosetten, Blütenstengel oder stilisiertes Ast- und Laubwerk zeichnen sich sowohl durch eine besondere Fülle als auch außerordentliche formale Vielfalt aus.
Sickingers Werke sind ausschließlich aus rotem Kalkstein, sogenanntem Rotmarmor, gearbeitet.

## Werke (einschließlich Zuschreibungen nach Liedke)

### Frühwerk
- Um 1475: Grabplatte für den Kanoniker Ulrich Stettner im Kloster Baumburg
- Um 1475: Epitaph für Michael Egkstetter in St. Jakob in Wasserburg am Inn
- Um 1446: Gedenkstein für die selige Irmingard in Frauenchiemsee
- 1446: Grabplatte für die Äbtissin Magdalena Auer von Winckl in Frauenchiemsee
- 1476: Grabplatte für Margarete Frauendienst in Frauenchiemsee
- Grabplatte für den Bürger Friedrich Möringer und seine Frau Katharina († 1475); Gartenmauer der Stadtapotheke Burghausen
- Um 1476/77: Deckplatte der Thumba für Georg von Laiming und seine Frau Anna in St. Rupertus (Amerang)
- 1477: Gedenkstein des Turnieradelsgeschlechts der Taufkirchner, früher in der Taufkirchnerkapelle, jetzt im Langhaus der Augustinerchorherrenstiftskirche, Kloster Baumburg
- Grabplatte für den Kanoniker Georg Perfaller († 1478) im Kloster Baumburg
- Grabplatte für den Klosterrichter Thomas Waldner († 1487) in Frauenchiemsee
- Um 1478: Grabplatte für den Bürger Hans Oberkirchner in Mariä Himmelfahrt in Erlach
- Um 1480: Deckplatte der Tumba für Christian Ebenstetter im Kloster Gars

### Hauptwerk

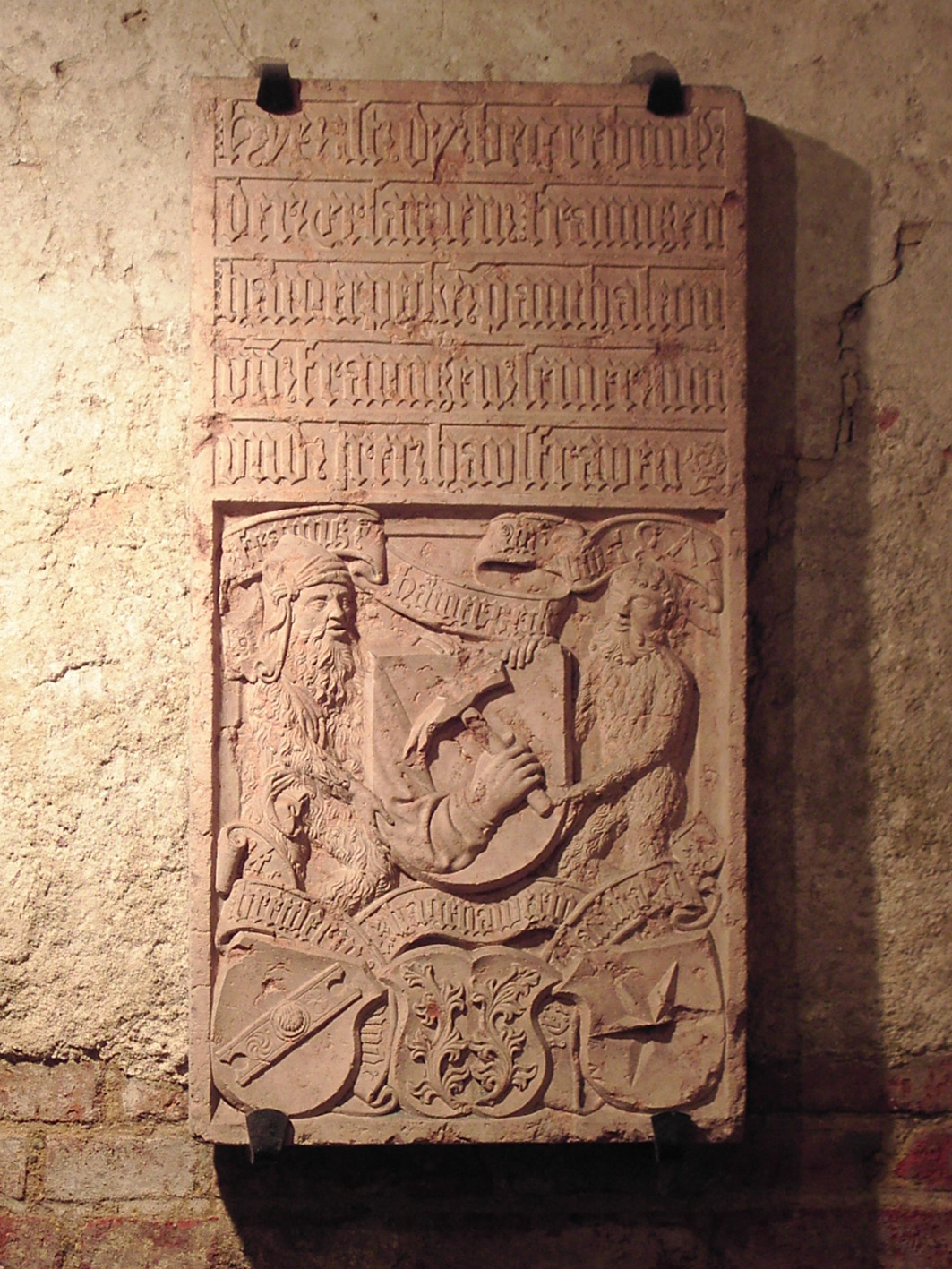
Epitaph des Ratsherrengeschlechts der Hammerpeck in St. Martin (Landshut)

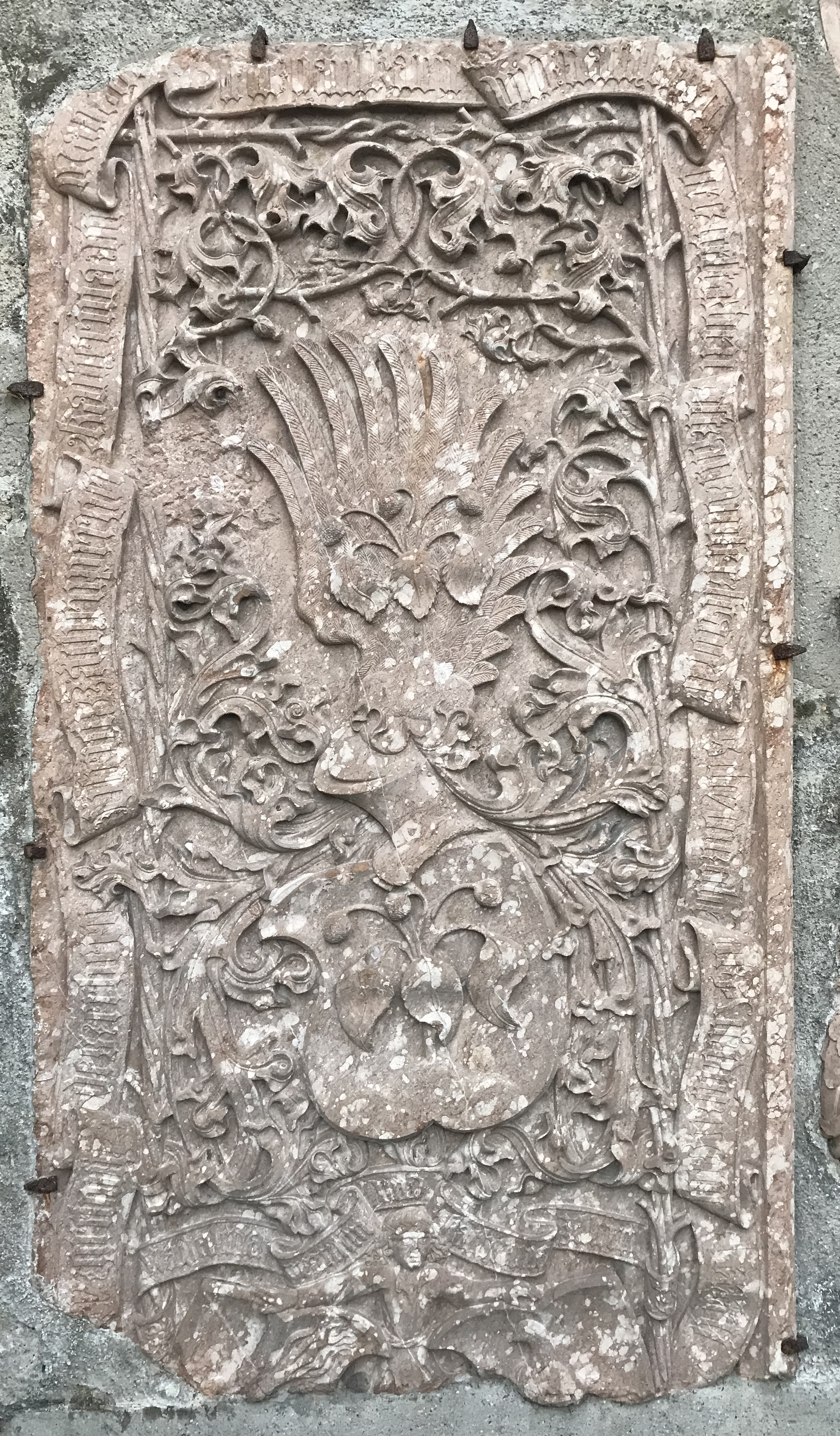
Epitaph für Ulrich Zächenperger an der Choraußenwand von St. Jakob, Burghausen

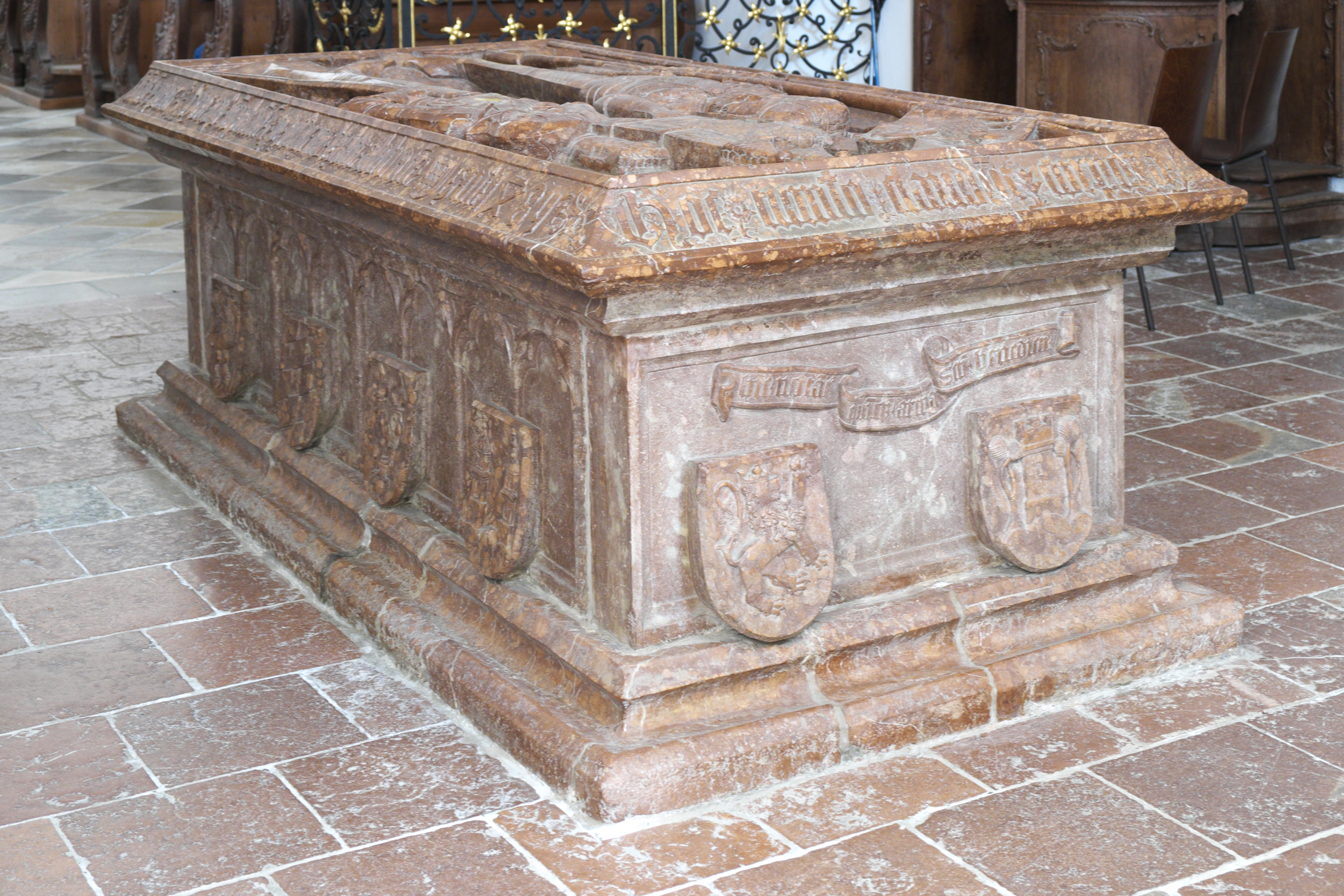
Stiftertumba in St. Marinus und Anianus (Rott am Inn)

- Zwischen 1480 und 1488: Grabplatte für Probst Paulus Pelchinger im Kloster Baumburg
- Grabstein für den herzoglichen Rentmeister Erasmus Mainberger († 1480), heute im Erdgeschoss des Palas der Burg zu Burghausen
- Epitaph für den Herzoglichen Zollner Hans Daun († 1481) an der Choraußenwand von St. Stephan in Braunau
- Grabplatte für Michel Treiber († 1481) und seine Ehefrau Dorothea in St. Jakob (Burghausen)
- Grabplatte für den Abt Ägid Steiner († 1481) im Kloster Raitenhaslach
- Grabplatte für den Adeligen Heinrich Ameranger († 1483) in der Pfarrkirche Mariä Verkündigung in Haslach (Traunstein)
- Um 1483/84: Grabplatte für den Traunsteiner Bürger Hans Rinkheimer († nach 1513) und dessen Ehefrauen Magdalena und Elisabeth, Pfarrkirche in Haslach (Traunstein)
- Um 1483/84: Grabplatte für den Adeligen Thomas Trenbeck und seiner Schwägerin Margerete Trenbeck, geb. Radlkofer im Pflaster des Kollegiatstifts-Kreuzgangs (Altötting)
- 1485: Stiftertumba in St. Marinus und Anianus (Rott am Inn)
- Grabplatte für Wilhelm Pabmperger, Kanoniker des Stifts Altötting und Pfarrer in Burgkirchen († 1485) in St. Johann Baptist (Burgkirchen an der Alz)
- Um 1485/90: Epitaph für den Ratsherren Wilhelm Leomann und seine beiden Ehefrauen in St. Martin (Landshut)
- Grabplatte für Conrad N. Pfarrer von Oberweidach († um 1485/90) in St. Mariä Himmelfahrt (Feichten an der Alz)
- Um 1485/90: Epitaph für Franz, Pantaleon und abermals Franz Hammerpeck und ihren Ehefrauen in St. Martin (Landshut)
- Grabplatte für Jörg Pfaffenpeck († 1486) in der Pfarrkirche in Haiming
- Epitaph für den Kaplan Johannes Perger († 1488) an der Choraußenwand von St. Jakob (Burghausen)
- Um 1488: Fragment einer Grabplatte an der Ostinnenwand der Pfarrkirche in Haslach (Traunstein)
- Grabplatte für den Kaplan Georg Puegenkammer († 1488) in St. Bartholomäus in Julbach
- Um 1488: Gedenkstein des Adelsgeschlechts der Kalb im Kloster Raithenhaslach
- Um 1489/90: Grabplatte für den Bürger Georg Ernst in St. Andreas (Trostberg)
- Um 1490: Epitaph für den Ratsherren Hans Schilthack und seine beiden Gemahlinnen an der Außenwand von St. Martin (Landshut)
- Um 1490: Grabplatte für den Erbmarschall Gentiflor Pfäffinger in St. Johannes Baptist (Salmanskirchen)
- Um 1490: Gedenkstein des Adelsgeschlechts der Pfäffinger zum Steg im Kloster Raitenhaslach
- 1490: Gedenkstein der Zächenperger an der Ostaußenwand der Pfarrkirche Gilgenberg
- Epitaph der Magdalena Mautner von Katzenberg († 1491), vermutlich ursprünglich in der Heilig-Geist-Kirche, heute im Stadtmuseum Burghausen
- Grabplatte für Jörg von Hocholting zu Königsberg († 1491) in der Wallfahrtskirche St. Salvator (Heiligenstadt)
- Epitaph des Geschlechts der Schweibermair in der (von Osten) 5. Seitenkapelle im südlichen Seitenschiff von St. Martin (Landshut)
- Grabstein für Ulrich Zächenperger († 1491) an der Choraußenwand von St. Jakob (Burghausen)
- Um 1493: Grabstein für den Steinmetz Franz Sickinger und den Meister Stephan Lederer und ihre Frauen im Turmuntergeschoß von St. Jakob (Burghausen)
- Grabplatte für Elisabeth Trenbeck († 1493) an der Südaußenwand von St. Stephan (Braunau)
- Um 1493: Grabplatte für Luzia Apfentaler in der Pfarrkirche in Haslach (Traunstein)
- Epitaph für den herzoglichen Markt- und Landrichter Gebhard Schirnecker († 1493) und seine Frau Barbara, geb. Venedig(er) an der Südaußenwand von St. Andreas (Trostberg)
- Um 1494/95: Grabplatte für den Bürger Stephan Polntrescher, seine Hausfrau Magdalena und deren Bruder Hans Golter in St. Johannes der Täufer (Passau)
- Grabplatte für den Adeligen Carl Kärgl zu Obersüßbach († 1495) und seine Gemahlinnen Margarete von Harsch und Dorothea von Freudenberg in der Preysingkapelle, Kloster Seligenthal (Landshut)
- Epitaph für den Maler Wolfgang Reuter († 1495) in St. Stephan (Braunau)
- Grabplatte für den Kanoniker Erasmus Pullinger († 1495), Kloster Baumburg
- Grabplatte für den Traunsteiner Bürger Conrad Schwaiger († 1495) und seine Ehefrau Magdalena sowie für Wolfgang Schwaiger († 1505) in der St. Michaelskapelle in Haslach (Traunstein)
- Grabplatte für den Kaplan Wolfgang Kapler († 1495) an der Friedhofsmauer der Pfarrkirche in Haslach (Traunstein)
- Grabplatte für den Traunsteiner Bürger Heinrich Straßberger († 1485) und dessen Ehefrau Elisabeth sowie für Andreas Straßberger an der westlichen Friedhofsmauer der Pfarrkirche in Haslach (Traunstein)
- Grabplatte für den Priester Johannes Goltperger († 1495) in St. Andreas (Trostberg)

### Spätwerk
- Epitaph und Grabplatte für Doktor Johannes Parreyt († 1497) in St. Stephan (Braunau)
- Fragment einer Grabplatte für N. Mauerperger und seine Ehefrau († Ende des 15. Jahrhunderts) an der Stadtpfarrkirche St. Nikolaus (Neuötting)
- Ende des 15. Jahrhunderts: Grabplatte für den herzoglichen Kastner Veit Herberger und dessen Gemahlin in St. Nikolaus und Stephanus (Eggenfelden)
- Zwischen 1496 und 1500: Epitaph für Probst Georg Dietrichinger im Kloster Baumburg
- Um 1497: Epitaph für den kaiserlichen Rat Hans III. Herzheimer in St. Andreas (Trostberg)
- Um 1498: Bauinschrifttafel an der Pfarrkirche St. Andreas in Trostberg
- Grabplatte für den Kaplan Urban Strach († 1499) in Sankt Nikolaus und Stephanus (Eggenfelden)
- Grabplatte für den herzoglichen Zollner Hans Klötzl († 1502) in St. Stephan (Braunau)
- Grabplatte für den Klosterrichter Wolfgang Dietrichinger († 1503) im Kloster Baumburg
- 1503: Altarsteine sowie Säulenschäfte mit zugehörigen Sockeln und Kapitellen für den Lettner der Stiftspfarrkirche Altötting[1]

### Undatiert
- Gedenkstein an der Südinnenwand im Chor, Kloster Baumburg
- Fragment einer Grabplatte für N. Ranpeck im Bodenpflaster vor dem Zächenperger-Epitaph, St. Jakob (Burghausen)
- Fragment eines Wappengrabsteins im Baumeisterhaus (Burghausen)
- Schriftnachtrag auf einer Grabplatte des Adelsgeschlechts der Zuckerschwert im Kloster Raitenhaslach
- Grabplatte für verschiedene Bürger und deren Ehefrauen in St. Andreas (Trostberg)